# 泽州
泽州，中国古代的州，立名于隋开皇三年，約當今日山西省晉城市。

## 沿革
- 尧舜，为冀州之域，属“帝都畿内”。
- 夏时，《禹贡》冀州地。
- 商时，有商盖国。
- 周时，有原、郤等国。
- 春秋，属晋。
- 战国，初属魏、后属韩、赵。
- 东晋，太元中年（383），西燕慕容永置建兴郡。
- 北魏，永安年，改建兴郡为建州，领高都、长平、安平、泰宁四郡。
- 北齐，置建州道行台，领高都、长平、安平三郡，泰宁郡省并。
- 北周，复建州，领高平、安平二郡。
- 隋朝，文帝废天下郡，改建州为泽州，依境内获泽河为名。隋大业三年复州置郡，改泽州为长平郡，隋义宁二年，复称泽州。
- 唐朝，仍称泽州，或称高平郡，隶河东道。
- 宋朝，仍称泽州，或称高平郡，隶河东路。
- 金朝，天会六年，因与北京泽州同，改为南泽州，天德三年复称泽州，隶河东南路。金元光二年升为忠昌军节度。
- 元朝，置泽州司侯司，属中书省晋宁路。
- 明朝，洪武二年（1369年），改泽州直隶州，直隶山西布政司。
- 清代，雍正六年（1728年），升泽州府，直隶山西行省。府治凤台，辖：凤台、高平、阳城、陵川、沁水共五县。
- 民国，三年（1914年），实行全国废府，停用了“泽州府”这个已沿用了近两百年的老名字，从此泽州府做为地名退出了历史舞台。
- 如今，它的地理范围大致为今山西晋城市所辖地域。

| 唐朝泽州辖县 | 唐朝泽州辖县                                                               |
| ------------ | -------------------------------------------------------------------------- |
| 618年        | 濩泽县、沁水县、端氏县                                                     |
| 625年        | 端氏县（改治）、濩泽县、沁水县                                             |
| 627年        | 端氏县、濩泽县、沁水县（晋城县、高平县、陵川县来属）                       |
| 627年        | 晋城县（改治）、端氏县、濩泽县、沁水县、高平县、陵川县                     |
| 742年        | 晋城县、端氏县、濩泽县（改为阳城县）、沁水县、高平县、陵川县               |
| 905年        | 晋城县（改为高都县）、端氏县、阳城县（改为濩泽县）、沁水县、高平县、陵川县 |

## 刺史
| 唐朝泽州刺史 - 张长贵（武德年间） - 赵士达（武德、贞观年间） - 长孙顺德（628年—629年） - 独孤延寿（贞观年间） - 房仁裕（贞观年间） - 李元晓（649年—653年） - 李震（653年—657年） - 李慎（658年—659年） - 虞愻（咸亨、上元年间） - 元客师（唐高宗时） - 钱元脩（唐高宗时） - 杨德幹（唐高宗时） - 李元嘉（683年） - 皇甫敬德（唐高宗时） - 李珂（武周时） - 魏正见（武周时） - 阎玄邃（武周时） - 韦升（武周时） - 徐太玄（702年） - 许自正（唐中宗时） - 卢某（唐睿宗时） - 岑翔（713年） - 封祯（713年—714年） - 王琚（714年—716年） - 薛儆（开元初年） - 李宪（716年—718年） - 高惩（719年—720年） - 李撝（开元年间） - 源复（726年） - 崔志廉（727年） - 陶禹（729年） - 李植（735年） - 权良史（开元年间） - 高平郡太守 | - 刘元（唐肃宗时） - 张禺（上元年间—762年） - 李抱玉（762年） - 李抱真（766年—767年） - 陆康（大历年间） - 李收（大历年间） - 李鷾（779年—782年） - 齐晈（783年） - 吕牧（贞元初年） - 刘灿（贞元年间） - 裴郧（贞元年间） - 郑利用（799年） - 崔倬（贞元、元和年间） - 窦庠（810年—812年） - 卢顼（812年—813年） - 宋景（815年之后） - 刘瑀（元和年间） - 窦牟（元和后期） - 王宏质（宝历年间） - 杨敬之（大和初年） - 裴温伯（大和年间） - 孙公乂（833年—835年） - 皇甫曙（835年—837年） - 李林宗（开成年间） - 韦正贯（开成末年） - 王宰（844年） - 温璠（852年之前） - 卢子俊（大中年间） - 张述（咸通年间） - 张全义（883年—887年） - 安金俊（887年—888年） - 李罕之（888年—898年） - 刘屺（898年—899年） - 李存璋（899年—901年） - 杨师厚（天复年间） - 薛昭 |

## 外部連結
[在维基数据编辑]
 《欽定古今圖書集成·方輿彙編·職方典·澤州部》，出自陈梦雷《古今圖書集成》